# Санта-Лус

Санта-Лус на карте штата.

Санта-Лус (порт. Santa Luz) — муниципалитет в Бразилии, входит в штат Пиауи. Составная часть мезорегиона Юго-запад штата Пиауи. Входит в экономико-статистический микрорегион Алту-Медиу-Гургея. Население составляет 5513 человек на 2010 год. Занимает площадь 1186,844 км². Плотность населения — 4,65 чел./км².

## Демография
Согласно сведениям, собранным в ходе переписи 2010 г. Национальным институтом географии и статистики (IBGE), население муниципалитета составляет:
| Полное население                               | Полное население                               | Полное население                               | Полное население                               | 5513  |
| ---------------------------------------------- | ---------------------------------------------- | ---------------------------------------------- | ---------------------------------------------- | ----- |
| в том числе:                                   | Городское население                            | 3109                                           | Процент городского населения, %                | 56,39 |
|                                                | Сельское население                             | 2404                                           | Процент сельского населения, %                 | 43,61 |
|                                                | Мужское население                              | 2868                                           | Процент мужского населения, %                  | 52,02 |
|                                                | Женское население                              | 2645                                           | Процент женского населения, %                  | 47,98 |
| Плотность населения, чел/км²                   | Плотность населения, чел/км²                   | Плотность населения, чел/км²                   | Плотность населения, чел/км²                   | 4,65  |
| Население муниципалитета в % к населению штата | Население муниципалитета в % к населению штата | Население муниципалитета в % к населению штата | Население муниципалитета в % к населению штата | 0,18  |

По данным оценки 2016 года, население муниципалитета составляет 5719 жителей.

## Статистика
- Валовой внутренний продукт на 2003 год составляет 6 842 743 реалов (данные: Бразильский институт географии и статистики).
- Валовой внутренний продукт на душу населения на 2003 год составляет 1393,92 реалов (данные: Бразильский институт географии и статистики).
- Индекс развития человеческого потенциала на 2000 год составляет 0,641 (данные: Программа развития ООН).